# Direktbank
Direktbank is een onderdeel en voormalige dochteronderneming van de ABN AMRO Hypotheken Groep B.V., een Nederlandse hypotheekbank. 
Eind jaren tachtig was Direktbank N.V. een dochteronderneming van de Verenigde Spaarbank, het latere VSB. In 2010 werd 
Fortis Hypotheek Bank N.V. (een voortzetting was van het AMEV Hypotheekbedrijf B.V.) bij de Direktbank gevoegd. Het is sinds de fusie tussen Fortis en ABN AMRO een dochteronderneming van ABN AMRO. De bank biedt hypotheken voor de consument (sinds 1 januari 2011 alleen voor al geregistreerde hypotheekklanten van Direktbank). Direktbank is opgericht in 1983.
Per 1 juli 2014 is deze bank formeel gefuseerd met ABN AMRO Hypotheken Groep B.V. en wordt deze nog als een handelsnaam gebruikt. De Direktbank zelf was een verdwijnende vennootschap bij die fusie.
Direktbank is een bank zonder bankfilialen; alle werkzaamheden vinden plaats op het kantoor in Amersfoort.